# Danmarks Kommunistiske Parti/Marxister-Leninister
Danmarks Kommunistiske Parti/Marxister-Leninister (DKP/ml) var et marxistisk-leninistisk parti i Danmark, der blev dannet i 1979. Partiet opløstes, da det sammen med Kommunistisk Samling dannede Kommunistisk Parti i 2006 .

## Historie
DKP/ml blev stiftet den 31. december 1978, da Marxistisk-Leninistisk Forbund og Kommunistisk Sammenslutning Marxister-Leninister slog sig sammen. Samlingsprocessen varede et halvt år, hvor partiets grundlag og program blev udarbejdet.
Under navnet Marxistisk-Leninistisk Parti med listebogstavet L opstillede DKP/ml ved folketingsvalgene i 1984 og 1987. Ved begge valg fik partiet mindre end 1000 stemmer.
Ved partiets stiftelse i 1979 blev det kendt for at støtte Albaniens form for socialisme og for at være stalinistisk. Kursen blev imidlertid lagt om efter opløsningen af den Socialistiske Folkerepublik Albanien i 1991 og det efterfølgende sammenbrud i den internationale marxist-leninistiske bevægelse, og man skulle som parti nu finde et nyt fælles fodslag og ikke danne flere "sekteriske" småpartier. Med dette i tankerne søgte partiet at promovere dannelsen af et nyt kommunistisk parti sammen med de øvrige danske kommunistiske partier, især KPiD, men KPiD valgte at hoppe fra sammenlægningsprojektet igen, hvilket i stedet fik en gruppe medlemmer af KPiD til at bryde ud og danne Kommunistisk Samling i 2005.
DKP/ML mente at den danske og internationale kommunistiske bevægelse havde været i en nedbrydnings periode op til 1989-91, ved partiets syvende kongres i 1997 var opfattelsen at bevægelsen var stille i gang med at genopbygge sig selv. Andre så imidlertid denne nyorientering som et brud med den kommunistiske tradition og brød efter kongressen ud og dannede i stedet Foreningen Oktober, der senere blev til Arbejderpartiet Kommunisterne.
I midten af november 2006 blev det resterende DKP/ml lagt sammen med Kommunistisk Samling, hvorved der blev skabt et nyt parti kaldet Kommunistisk Parti. Det nye parti overtog ansvaret med udgivelsen af Dagbladet Arbejderen.
Nogle af partiets mest kendte sympatisører var specielt i 1970'erne og 1980'erne Thomas Koppel samt hans hustru Anisette der sammen dannede det internationalt kendte band Savage Rose, som bl.a. rejste rundt i verden og var specielt kendt for sine fortolkninger af balkanmusik.
Partiet havde sin egen ungdomsorganisation frem til omkring 1990, herefter blev de unge i partiet opfordret til at melde sig ind i Rød Ungdom, en bredere gruppe af unge på venstrefløjen.